# Stotzas
Stotzas (auch Stutias; altgriechisch Στότζας; † 545 bei Thacia) war ein oströmischer Soldat und Rebell gegen Kaiser Justinian I.

## Leben
Im Jahr 536 erhoben sich Teile der oströmischen Garnisonstruppen in Africa gegen den Magister militum Solomon und wählten Stotzas zu ihrem Anführer. Mit einem starken Heer, das neben den Rebellen auch rund tausend Vandalen und einige Sklaven umfasste, marschierte er nach Karthago und belagerte die Stadt. Als der oströmische Feldherr Belisar wieder in Africa landete, hob Stotzas die Belagerung auf und zog sich nach Membressa zurück, wurde jedoch von Belisar geschlagen und floh nach Numidien. Dort konnte er seine Truppen reorganisieren; nach Prokopios von Caesarea hatten sich schließlich rund zwei Drittel der Garnisonstruppen den Rebellen angeschlossen, wobei Stotzas zahlreiche Offiziere hinrichten ließ.
Die Lage änderte sich, als der General Germanus, ein Verwandter des Kaisers Justinian, in Africa eintraf: Germanus gelang es, die Rebellen zu beschwichtigen, sodass zahlreiche Rebellen nun zu Germanus überliefen, woraufhin Stotzas sein Glück in der Schlacht suchte. Bei Cellas wurde Stotzas, den mehrere Verbündete im Stich ließen, von Germanus geschlagen. Die Rebellion brach zusammen und Stotzas floh mit wenigen Getreuen nach Mauretania, wo er die Tochter eines einheimischen Fürsten heiratete und 541 sogar den Königstitel angenommen haben soll. 544 fiel er wieder in die Provinz Africa proconsularis ein und wurde im folgenden Jahr in einer Schlacht bei Thacia getötet.
Ein Jahr später scheiterten der dux Numidiae Guntarith und Johannes mit einem weiteren Usurpations- bzw. vandalischen Restaurationsversuch.